# Trimioplectus australis
Trimioplectus australis är en skalbaggsart som beskrevs av Chandler 1990. Trimioplectus australis ingår i släktet Trimioplectus och familjen kortvingar. Inga underarter finns listade i Catalogue of Life.